# Dance Camp
Dance Camp is een Nederlandse televisieserie, geproduceerd door AVROTROS en uitgezonden op NPO Zapp.
Er zijn reeds 3 seizoenen uitgezonden van Dance camp, alle seizoenen hadden 8 afleveringen. Verder is het bevestigd dat er geen 4de seizoen van Dance camp te zien zal zijn.

## Rolverdeling
| acteur            | personage     | Seizoen |
| ----------------- | ------------- | ------- |
| Britt Gerrits     | Kyra Van Beek | 1,2,3   |
| Jesse Stoop       | Tom Waterman  | 1,2,3   |
| Sanilson Monteiro | Noah          | 1,2,3   |
| Indy Correa       | Chelsea       | 1,2,3   |
| Youki Overkleeft  | Bente         | 1,2     |
| Sterre Koning     | Jill          | 1,2     |
| Juvat Westendorp  | Jay           | 1,2,3   |
| Kor Bron          | Samuel        | 2,3     |
| Sihendra Elsevijf | Senna         | 3       |

## Verhaal

### Seizoen 1
Al jaren is de onzekere Kyra in stilte verliefd op de 17-jarige danser Tom. Op hun eindexamenfeest realiseert ze zich dat ze Tom hierna nooit meer gaat zien. Haar vriendin Chelsea komt met de oplossing: Kyra moet leren dansen zodat ze naar ‘Dance Camp’ kan, het zomerkamp waar Tom elk jaar naartoe gaat.
Om toegelaten te worden, krijgt Kyra hulp van de stoere hiphop-danser Noah. Na keihard trainen wordt Kyra uiteindelijk toegelaten door danscoach Jay. Dit tot groot ongenoegen van Jill die er alles aan doet om Kyra dwars te zitten.

### Seizoen 2
Kyra mag samen met haar vrienden Chelsea, Tom en Noah auditie doen voor een gerenommeerde Dans Academie. Ondertussen traint ze ook keihard op Dance Camp voor een grote dance battle. Een battle die Dance Camp moet winnen, want financieel staan ze er niet goed voor.
De concurrentie is echter groot. Samuel is met zijn team de grootste kanshebber op de winst. Door de trainingsdruk begint de relatie van Kyra en Noah barstjes te vertonen. En niemand minder dan Jill heeft ondertussen stiekem een oogje op Noah. Als Noah afhaakt voor de auditie, groeien Tom en Kyra steeds dichter naar elkaar toe. Blijven Noah en Kyra samen, of valt Kyra weer voor haar vroegere crush Tom? En lukt het Kyra en de Dance Camp-crew om de dance battle te winnen, en daarmee Dance Camp te redden?

### Seizoen 3:
Kyra is met alle dansers van Dance Camp uitgenodigd om mee te doen aan het populaire tv-programma ‘Best Dance Crew’. Er wordt hard getraind, maar dit levert haar veel extra spanning op want ook de Dans Academie vraagt veel tijd en inspanning.
Als Kyra het voedingssupplement pre-workout krijgt aangeboden, denkt ze dat dit de oplossing is voor al haar problemen. Maar kan ze dit alles geheim houden voor Chelsea en Tom?  En is Kyra op tijd fit genoeg om te shinen tijdens deze belangrijke danswedstrijd? Ondertussen moet Noah een belangrijke keuze maken tussen Samuel en de nieuwe danseres Senna.          
Lukt het de Dance Camp crew om uiteindelijk alle spanningen achter zich te laten en de ‘Best Dance Crew'-titel te winnen?

## links
Dance Camp op NPO Zapp